# Danya Ruttenberg
Danya Ruttenberg (6 de febrero de 1975) es una rabina, editora y autora estadounidense.

## Biografía
Su familia asistía a una sinagoga reformista en Chicago y ella se describió a sí misma como atea en esa época. Ruttenberg más tarde se convirtió en parte del movimiento conservador dentro del judaísmo.
Cuando estaba en la universidad, su madre murió de cáncer de mama y Ruttenberg reconsideró la religión, practicó rituales de duelo judíos, lo que, según dijo, le permitió "hacerse amiga del judaísmo, estar abierta a él"; en 2008 publicó una memoria de su despertar espiritual titulada Sorprendida por Dios: Cómo aprendí a dejar de preocuparme y amar la religión (Beacon Press). Esta memoria fue finalista del Premio Sami Rohr de Literatura Judía.
Fue ordenada en 2008 por la Escuela Ziegler de Estudios Rabínicos en Los Ángeles .
En 2016, publicó Nurture the Wow: Finding Spirituality in the Frustration, Boredom, Tears, Poop, Desperation, Wonder, and Radical Amazement of Parenting with Flatiron Books, que fue nombrada finalista del National Jewish Book Award y PJ Library Parents' Choice. selección.
Ruttenberg es la editora de la antología Yentl's Revenge: The Next Wave of Jewish Feminism de 2001 y la antología The Passionate Torah: Sex and Judaism de 2009. También es editora colaboradora de Lilith and Women in Judaism. Ella y el rabino Elliot Dorff son coeditores de tres libros de la serie Jewish Publication Society de Jewish Publication Society: "Sexo e intimidad", "Guerra y seguridad nacional" y "Justicia social". Se desempeñó como educadora judía senior en Tufts University Hillel, y posteriormente como rabina del campus en Northwestern Hillel y directora de educación para el programa de diálogo del campus Ask Big Questions. Se desempeñó como rabino residente de Avodah.
En 2022, Ruttenberg publicó On Repentance and Repair: Making Amends in an Unapologetic World.

## Puntos de vista políticos
En lo que respecta a las leyes de aborto, Danya Ruttenberg cree en buscar preservar los derechos al aborto (proelección). Danya Ruttenberg declaró:
“Soy rabina y becaria residente en el Consejo Nacional de Mujeres Judías, que lucha para preservar el derecho al aborto y ampliar el acceso al procedimiento. La red Rabbis for Repro de nuestra organización incluye a más de 1800 clérigos judíos de todas las denominaciones comprometidos a apoyar el acceso al aborto para todos. Mi activismo se basa tanto en la ley judía como en la comprensión de mi tradición de nuestros profundos compromisos mutuos".
También es una firme defensora de los derechos de la mujer. Danya Ruttenberg declaró:
"Como judío, la Torá me ordena luchar por una sociedad justa, una con sistemas y estructuras que protejan y empoderen a todos, especialmente a los más marginados y vulnerables. Mi tradición enseña que servimos a Dios cuando nos cuidamos unos a otros, y este principio anima todo mi trabajo en el Consejo Nacional de Mujeres Judías, donde nos esforzamos por mejorar las vidas y los derechos de las mujeres, los niños y las familias a través de la educación de base y trabajo de promoción, incluida una red sólida de 1000 rabinos por la reproducción, y en todos mis escritos y becas públicas".

## Premios y honores
Ruttenberg fue nombrada en 2010 por el The Jewish Week una de la número 36 de 36 líderes menores de 36 años más influyentes, y el mismo año fue nombrada una de las 50 rabinas más influyentes por The Jewish Daily Forward.
En enero de 2023, su libro Sobre el arrepentimiento y la reparación ganó el Premio Vida y Práctica Judías Contemporáneas en la 72.ª edición de los Premios Nacionales del Libro Judío.